# Tica
Tica (Thika) é uma cidade do Quênia situada na antiga província Central, no condado de Muranga. De acordo com o censo de 2019, havia 251 407 habitantes.